# Mittelweg 185

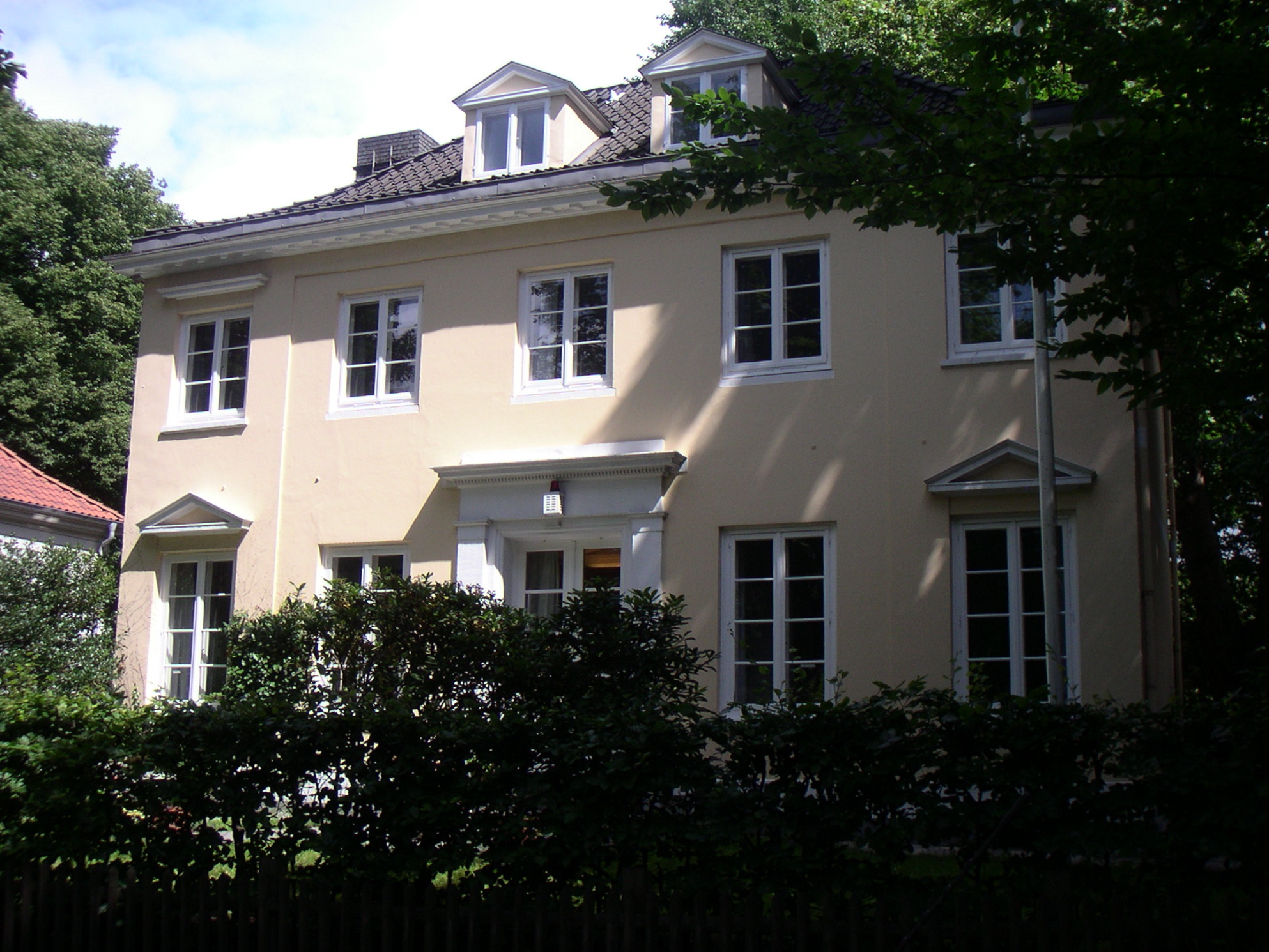
Mittelweg 185

Am Mittelweg 185 in Hamburg-Rotherbaum steht das ehemalige Wohnhaus des Schiffsmaklers und Reeders John Fontenay. Das 1816 erbaute Gebäude steht unter Denkmalschutz.

## Lage
Das Gebäude befindet sich bei Hausnummer 185 auf der Ostseite der Straße Mittelweg nahe dem südwestlichen Ufer der Hamburger Außenalster im Stadtteil Rotherbaum. Neben dem Haus befindet sich bei Hausnummer 183 das ehemalige Gartenhaus Fontenays.

## Geschichte
Fontenay erwarb das Grundstück am Mittelweg am 7. Februar 1807 und ließ darauf ein Wohnhaus errichten. Aufgrund des sumpfigen Untergrunds ließ er für das Fundament 364 Pfähle in den Untergrund rammen. Bis zur Einquartierung französischer Truppen 1810 nutzte seine Familie das Haus dauerhaft als Wohnhaus, was zur damaligen Zeit ungewöhnlich war, da wohlhabende Hamburger normalerweise nur in den Sommermonaten außerhalb des Wallrings wohnten. Nachdem Fontenay mit Familie Hamburg 1810 während der Franzosenzeit verlassen hatte, zerstörten Napoleons Truppen das Gebäude. Nach seiner Rückkehr in die Hansestadt ließ Fontenay auf dem Grundstück ein neues Wohnhaus errichten, in das er vermutlich um 1820 mit Familie und Personal einzog.
Da das Gebäude bei Ende des Zweiten Weltkriegs in schlechtem Zustand war, überlegte die Stadt den Abriss des Gebäudes, um an dieser Stelle neue Wohnungen zu errichten; die Pläne wurden jedoch nicht umgesetzt. 1966 war das Gebäude im Rahmen der Planungen für eine Untertunnelung der Außenalster erneut zum Abriss vorgesehen; auch das benachbarte Max-Planck-Institut hatte Interesse an dem Grundstück. Es wurde jedoch einem Hamburger Antiquitätenhändler überlassen, der das Gebäude mit Hilfe eines Denkmalpflegers in der Folgezeit renovieren ließ.
Das Gebäude ist heute privat vermietet.